# 石碧乡
石碧乡，是中华人民共和国湖南省怀化市辰溪县下辖的一个乡镇级行政单位。

## 行政区划
石碧乡下辖以下地区：
装粮埠村、岩地村、凉亭湾村、周家湾村、田家垅村、黄茅田村、老溪垅村、赵家湾村、土溪坎村、钟家人村、沃水塘村、谢家坪村、晓滩村、洞脑上村和新店村。